# 各地日期和时间表示法

日-月-年
月-日-年
年-月-日
日-月-年、年-月-日
月-日-年、日-月-年
月-日-年、年-月-日

本条目介绍的是不同地区所规定的国家日期/时间格式表示方法。

## 术语
由于口语与书写方式的不同，世界各地存在不同的日期时间表示方法。各种表示方法往往与口语逻辑相关，但为了书写方便又有所简化，与口语不尽相同。
日期的表达形式，总体上可分为日-月-年、年-月-日、月-日-年三类。时间的表达形式基本为时-分-秒。
下列符号表示本条目所列日期时间表达法中的成分：
- yyyy：四位数字年份
- yy：两位数字年份，省略了世纪序数的表达
- mmmm：月份在该表示方法语言中的全名
- MMM：月份名缩写。缩写字母数与“M”数量相等
- mm：两位月份序数。当月份序号为一位数字时，第一位数为0作为占位符。有01～12共12种
- m：自然月份序数。一月至九月为一位数，十月至十二月为两位数。有1～12共12种，也存在罗马数字表达（I～XII）
- dd：两位日期序数。当日期序号为一位数时，第一位数为0作为占位符。有01～31共31种
- d：自然日期序数。1日至9日为一位数，10日至31日为两位数。有1～31共31种
- hr：两位小时序号。在12小时制中为01～12，在24小时制中为00～24
- h：自然小时序号。在12小时制中为1～12，在24小时制中为0～24
- mi：两位分钟序号
- se：两位秒钟序号

以上符号中的数字部分，在未加说明时默认为阿拉伯数字。

## 表达方法列表

### 通用标准
ISO 8601确定四位数年份、两位数日月、两位数24小时制时分秒（yyyy-mm-dd，hr:mi:se）的表达方式作为国际标准。这一标准方便计算机进行自然排序，且可减少歧义，有利于跨国資訊交换。

### 欧洲
欧洲传统上流行日-月-年排序，但也存在匈牙利、立陶宛等特例。东欧一些国家传统上流行以罗马数字表示月份。

#### 日月年
- 奥地利、德国、瑞士：dd.mm.yyyy；hr:mi:se Uhr（24小时制）
- 比利时：dd/mm/yyyy；hr:mi:se（24小时制）
- 克罗地亚：d. mmmm yyyy.，d. m.(罗马数字或阿拉伯数字）yyyy.；hr:mi:se（24小时制）
- 捷克：d. m.(罗马数字或阿拉伯数字）yyyy，dd.mm.yyyy；hr:mi:se（12/24小时制）
- 丹麦：d.m.yyyy，d/m-yyyy；hr:mi:se（24小时制）
- 俄罗斯：yyyy-mm-dd，d MMM yyyy г.(года，即“年”的首字母)，dd.mm.yyyy；h:mi:se
- 英国：dd mmmm yyyy，dd/mm/yy；hr:mi:se，h.mi.se（12/24小时制）

#### 年月日
- 匈牙利：yyyy. mmmm dd.，yyyy. mm.（阿拉伯数字）dd.，yyyy. m.（罗马数字）d.；hr.mi.se或hr:mi:se（12/24小时制）
- 立陶宛：yyyy-mm-dd，yyyy MMM d.，yyyy m. d.；hr:mi:se（24小时制）

### 亚洲
东亚国家与地区由于语言习惯而自然流行年-月-日排序，但阿拉伯数字表达传入时，也受到欧美影响，出现了其它排序写法。
中国大陆、香港、台湾、日本、朝鲜半岛等汉字文化圈区域，通用“yyyy年m月d日”的日期表示法，其中朝鲜半岛由于废除汉字而变成“yyyy년 m월 d일”。
- 中国大陆：yyyy-mm-dd；hr时mi分se秒；hr:mi:se（12/24小时制）
- 印度：dd-mm-yyyy；hr:mi:se（12/24小时制）
- 日本：；（12/24小时制）
- 韩国：(午前)/(午後) ，yyyy. mm. dd.；（12/24小时制）
- 臺灣：yyyy年m月d日，yyyy-mm-dd，yyyy/mm/dd；mm/dd；hr時mi分se秒；hr:mi:se（12/24小时制）
- 香港：dd-mm-yyyy，dd/mm/yyyy（英文），yyyy年m月d日（中文）；hr:mi:se（12/24小时制）

### 美洲与大洋洲
美洲与大洋洲的日期时间排序受到殖民文化影响，但美国发展出了与欧洲不同的月-日-年格式。
- 澳大利亚：dd/mm/yyyy；hr:mi:se a.m./p.m.（12/24小时制）
- 巴西：dd/mm/yyyy；hrhmim；hr:mi:se（24小时制）dd-mm-yyyy，dd/mm/yyyy（英文），yyyy年m月d日（中文）；hr:mi:se（12/24小时制）
- 加拿大：yyyy-mm-dd，mmmm d, yyyy（英文），d mmmm yyyy（法文）；hr:mi:se（英：12/24小时制；法：24小时制）[1]
- 哥伦比亚：dd/mm(罗马数字)/yyyy；hr:mi:se（12小时制）
- 美国：mm/dd/yyyy，mm/dd/yy；mmmm dd, yyyy；hr:mi:se（12小时制）